# 郭林 (化学家)
郭林 (1964年10月—)，北京航空航天大学教授，主要从事纳米材料的制备等方面的研究工作。入选中华人民共和国教育部2011年度"长江学者"特聘教授，享受中国国务院政府特殊津贴，曾就读于东北师范大学、吉林大学、北京理工大学。